# Zenson di Piave
Zenson di Piave – miejscowość i gmina we Włoszech, w regionie Wenecja Euganejska, w prowincji Treviso.
Według danych na rok 2004 gminę zamieszkiwały 1694 osoby, 188,2 os./km².